# Лян Ён Ги
Лян Ён Ги (кор. 량용기?, 梁勇基?; 7 января 1982, Тадаока, Осака) — северокорейский футболист, левый и центральный полузащитник, родившийся в Японии и выступающий там за клуб «Саган Тосу». Игрок сборной КНДР.

## Биография
В юношеские годы занимался футболом в корейской высшей школе Осаки и в университете Ханьнань.
Всю свою взрослую карьеру провёл в японском клубе «Вегалта Сэндай». Дебютировал в команде в 2004 году во втором дивизионе Японии и выступал в этом турнире до 2009 года, когда со своим клубом стал победителем соревнований. С 2010 года выступал в Джей-лиге 1. Вице-чемпион Японии 2012 года. С 2008 года — капитан команды. Всего в составе своего клуба сыграл более 500 матчей в чемпионатах Японии.
Участник футбольного турнира Азиатских игр 2005 года в составе олимпийской сборной КНДР. На турнире забил 4 гола, в том числе в полуфинале в ворота Южной Кореи, и стал финалистом соревнований.
С 2008 года выступал за взрослую сборную КНДР. Дебютный матч сыграл 6 февраля 2008 года в отборочном турнире чемпионата мира против Иордании. Свой первый гол забил на Кубке вызова АФК 2010, 17 февраля 2010 года в ворота Туркменистана. На Кубке вызова АФК 2010 года стал победителем, лучшим бомбардиром с 4 голами и лучшим игроком турнира. Участник финальных турниров Кубка Азии 2011 (3 матча) и 2015 (3 матча, 1 гол) годов. Последний на данный момент матч за сборную сыграл 5 сентября 2017 года против Ливана. Всего на его счету 26 матчей и 7 голов за сборную (из них 2 матча и три гола — против сборных U23).
Вместе с беременной женой в 2011 пережил землетрясение и цунами в Японии.